# Protochauliodes kirramae
Protochauliodes kirramae är en insektsart som beskrevs av Günther Theischinger 1983. Protochauliodes kirramae ingår i släktet Protochauliodes och familjen Corydalidae. Inga underarter finns listade i Catalogue of Life.